# Heliconius pardalinus
Heliconius pardalinus är en fjärilsart som beskrevs av Bates 1862. Heliconius pardalinus ingår i släktet Heliconius och familjen praktfjärilar. Inga underarter finns listade i Catalogue of Life.